# TestDisk
TestDisk est un logiciel libre de récupération de données. Il a été conçu à l'origine pour aider à la récupération des partitions perdues, la réparation des tables des partitions corrompues quand ces symptômes ont été causés par des logiciels défectueux, certains types de virus ou des erreurs humaines telles que l'effacement accidentel de la table de partitionnement.

## Résumé
TestDisk interroge le BIOS (DOS/Win9x) ou le système d'exploitation (Linux, FreeBSD, Windows) pour détecter les disques durs et leurs caractéristiques (taille LBA et géométrie CHS). TestDisk effectue une vérification rapide de la structure du disque pour détecter des erreurs dans la Table des Partitions. Si la Table des Partitions contient des erreurs, TestDisk peut les réparer. Si vous avez des partitions manquantes, voire une Table des Partitions complètement vide, TestDisk peut rechercher les partitions et recréer la Table et même le code de boot si nécessaire.
Cependant, c'est à l'utilisateur de déterminer parmi la liste des partitions possibles trouvées par TestDisk celles qui étaient utilisées juste avant que le disque ne démarre plus ou que des partitions soient perdues. Dans certains cas, spécialement après avoir lancé une seconde recherche plus minutieuse des partitions perdues, TestDisk peut lister des traces de partitions qui ont été effacées il y a longtemps et dont l'espace a été réutilisé depuis.
TestDisk a des fonctions à la fois pour des utilisateurs avertis et des experts:
- Récupération de partition effacée
- Reconstruction de la table des partitions
- Réécriture du Master boot record (MBR)
- File Allocation Table, FAT[3]
  - FAT12 et FAT16
    - Recherche les paramètres du système de fichiers pour réécrire un secteur de boot
    - Utilise les 2 copies de la FAT pour réécrire une version cohérente
    - Récupération de fichiers et répertoires effacés (FAT)[4]

  - FAT32
    - Recherche les paramètres du système de fichiers pour réécrire un secteur de boot
    - Restaure le secteur de boot à partir de sa sauvegarde
    - Utilise les 2 copies de la FAT pour réécrire une version cohérente
    - Récupération de fichiers et répertoires effacés (FAT)[4]
- exFAT
  - Restaure le secteur de boot à partir de sa sauvegarde
  - Récupération de fichiers effacés[4]
- NTFS
  - Recherche les paramètres du système de fichiers pour réécrire un secteur de boot
  - Restaure le secteur de boot à partir de sa sauvegarde
  - Récupération de fichiers effacés (NTFS)[5]
- ext2, ext3 et ext4
  - Localisation des sauvegardes du superblock pour assister fsck
  - Récupération de fichiers effacés (ext2)[6]
- HFS+
  - Restaure le superblock à partir de sa sauvegarde

## Systèmes d'exploitation supportés
TestDisk et PhotoRec sont distribués conjointement  pour plusieurs systèmes d'exploitation:
- DOS (en mode réel ou bien dans une fenêtre DOS de Windows 9x) ;
- Microsoft Windows (NT4, 2000, XP, 2003, Vista, 2008, Windows 7, Windows 10) ;
- Linux ;
- FreeBSD, NetBSD, OpenBSD ;
- SunOS
- MacOS (Ne prend pas en charge par défaut MacOS High Sierra et supérieur, le système de fichiers APFS n'étant pas supporté)

## Systèmes de fichiers
Lorsque des partitions ont été supprimées par erreur, ou la table des partitions a été corrompue, TestDisk recherche les systèmes de fichiers suivants pour récréer les partitions correspondantes:
- BeOS file system (BeOS)
- Table des partitions BSD (FreeBSD/OpenBSD/NetBSD) (BSD disklabel)
- Cramfs, Compressed File System
- DOS/Windows FAT 12, 16, et 32
- Windows exFAT
- HFS, HFS+ et HFSX, Hierarchical File System
- JFS, IBM's Journaled File System
- Linux ext2, ext3 et ext4
- Linux RAID
- Linux Swap (versions 1 et 2)
- LVM et LVM2, Linux Gestion par volumes logiques
- Mac partition map
- Novell Storage Services (NSS)
- NTFS (Windows NT, 2000, XP et plus récent)
- ReiserFS 3.5, 3.6 et 4
- Sun Solaris i386 disklabel
- Unix File System UFS et UFS2 (Sun/BSD/...)
- XFS, SGI's Journaled File System